# 2084. La fine del mondo
2084. La fine del mondo (2084: la fin du monde) è un romanzo di Boualem Sansal pubblicato nel 2015. Il titolo e la storia sono una chiara allusione al romanzo 1984 di George Orwell.

## Trama
Abistan. Un regime totalitario controlla ogni pensiero, ogni azione, ogni spostamento, che devono seguire la legge di Yölah, sotto il controllo di Abi suo "profeta delegato" e unico rappresentante in terra. In questo mondo strutturato come un sistema di sorveglianza onnipresente, i credenti sono vagliati da dei giudici in base alla loro fede, sono premiati per le loro delazioni e puniti con la morte al minimo accenno di pensiero indipendente.
L'organizzazione della società si basa sulla convinzione di un Dio saggio e giusto; in essa il credente perfetto dev'essere un lavoratore onesto e fratello per ogni membro della comunità. L'ispirazione a Orwell si ritrova anche nella guerra perpetua contro un nemico esterno, gestito dal potere stesso, che aiuta a sopportare la miseria delle città, le restrizioni di viaggio ai soli pellegrinaggi e il permanente controllo della polizia religiosa.
La religione controlla gli individui nella loro vita più intima, il pensiero è limitato tramite l'introduzione di un unico linguaggio che riduce la lunghezza delle parole, ma nonostante tutto questo Ati, il personaggio principale, sentirà nascere dentro di sé il richiamo della libertà e cercherà di capire se sulla terra esiste qualcosa di diverso.

## Accoglienza
Il libro è entrato nelle selezioni della maggior parte dei più noti premi letterari francesi dell'autunno 2015 (Goncourt, Renaudot, Interallié, Femina, Médicis), è stato insignito del Grand Prix du roman de l'Académie française per il 2015 ed è stato nominato miglior libro dell'anno dalla rivista Lire.